# 15-я гвардейская армейская пушечная артиллерийская бригада
15-я гвардейская армейская пушечная артиллерийская Неманская Краснознамённая орденов Суворова и Кутузова бригада — воинское соединение Вооружённых сил СССР в Великой Отечественной войне и в войне с Японией.

## История
Свою историю ведёт от старейшего (с 1918 года) 74-го гвардейского армейского артиллерийского полка. 
Сформирована в июне 1943 на Западном фронте, как 15-я гвардейская пушечная артиллерийская бригада.
Во 2-й половине июня 1943 года на базе полка была сформирована 15-я гвардейская пушечная артиллерийская Краснознамённая бригада.
В августе — декабре 1943 года бригада последовательно в составе 5-й, 10-й гвардейской и 31-й армий Западного фронта участвовала в Смоленской наступательной операции и в боях на оршанском направлении.
Весной 1944 она в составе 5-й армии (в которой с небольшим перерывом действовала до конца войны) Западного (с 24 апреля 3-го Белорусского) фронта своим огнём поддерживала стрелковые соединения в боях на витебском направлении.
21 июня 1944 года в соответствии с приказом НКО СССР от 16 мая 1944 года №0019, директивы заместителя начальника Генерального штаба РККА от 22 мая 1944 г. №ОРГ-2/476 в состав бригады введён 795-й орадн . 
В Белорусской наступательной операции 1944 года мощный и меткий огонь бригады и других артиллерийских соединений позволил войскам армии успешно прорвать глубоко эшелонированную оборону противника на богушевском направлении, с ходу форсировать pp. Березина и Неман, освободить от немецких войск г. Вильнюс (13 июля).
За отличие в боях при прорыве вражеской обороны на р. Неман бригада была удостоена почётного наименования Неманской (12 авг. 1944).
В сентябре — октябре её воины во взаимодействии с пехотой и танками в ожесточённых боях успешно громили вражеские войска на подступах к Восточной Пруссии. В октябре бригада вступила в пределы Восточной Пруссии и до декабря вела бои в районе Пилькаллен (Добровольск).
«За образцовое выполнение заданий командования в боях при прорыве обороны немецко-фашистских войск» на подступах к Восточной Пруссии и при вступлении на её территорию награждена орденом Кутузова 2-й степени (14 нояб. 1944).
Умело действовали гвардейцы-артиллеристы в Восточно-Прусской наступательной операции 1945 года.
За боевые отличия в ходе боёв за г. Инстербург (Черняховск) бригада награждена орденом Суворова 2-й степени (19 февр. 1945).
Боевые действия с немецкими войсками завершила 16 апреля на Земландском полуострове в районе северо-восточнее г. Пиллау (Балтийск).
В мае 1945 передислоцирована на Дальний Восток и в августе принимала участие в разгроме японской Квантунской армии в Маньчжурии.
За мужество и отвагу, проявленные в годы войны, несколько тысяч воинов бригады были награждены орденами и медалями.
17 мая 1957 года переформирована в 15-ю гвардейскую артиллерийскую дивизию. Дислоцировалась в Уссурийске. С конца 1950-х была сокращённого состава.

## Состав

### 1945
- два пушечных артиллерийских полка

### 1989
- 607-й гаубичный артиллерийский полк (г. Уссурийск);
- 609-й тяжёлый гаубичный артиллерийский Краснознамённый полк (г. Уссурийск);
- 620-й гаубичный артиллерийский полк (г. Уссурийск);
- 842-й тяжёлый гаубичный артиллерийский полк (г. Уссурийск);
- 653-й гвардейский реактивный артиллерийский Двинский ордена Александра Невского полк (с. Новосысоевка);
- 669-й противотанковый артиллерийский полк (с. Новосысоевка);
- 663-й разведывательный артиллерийский полк (Покровка);[3]

## Подчинение
- в составе 5-й, 10-й гвардейской и 31-й армий Западного фронта

## Командиры
- майор, с 27. 7. 1941 подполковник, с 24. 3. 1942 полковник Я. Е. Музыченко (июнь 1941—май 1942);
- капитан, с 24. 7. 1942 майор, с 2. 11. 1942 подполковник, с 10. 10. 1943 полковник А. Ф. Соколов (май 1942—до конца войны).

## Награды и наименования
| Награда (наименование)    | Дата           | За что получена |
| ------------------------- | -------------- | --- |
| Гвардейская               | 17.11.1942     | По наследству от 74-го гв. аап |
| Неманская                 | ??.??.1944     | за участие в форсировании р. Неман |
| Орден Красного Знамени    | 17.11.1942     | По наследству от 74-го гв. аап |
| Орден Суворова II степени | 19.02.1945     | За боевые отличия в ходе боёв за г. Инстербург (Черняховск) бригада награждена орденом Суворова 2-й степени                                                                                                  |
| Орден Кутузова II степени | 14 ноября 1944 | За образцовое выполнение заданий командования в боях при прорыве обороны немецко-фашистских войск на подступах к Восточной Пруссии и при вступлении на её территорию награждена орденом Кутузова 2-й степени |